# Ao Vivo e em Cores
Ao Vivo e em Cores é o terceiro álbum ao vivo e o segundo DVD da dupla sertaneja Victor & Leo, lançado em 2009. Foi gravado nos dias 23 e 24 de setembro de 2009 no Ginásio do Ibirapuera, em São Paulo.
Entre as inéditas, estão duas regravações: "Cavalo Enxuto", cantada por artistas como Chitãozinho & Xororó e Tião Carreiro & Pardinho; e "Anunciação", de Alceu Valença. O álbum também conta com as participações de Alcione na faixa "Deus e Eu no Sertão", e de Renato Teixeira em "Vida Boa".

## Faixas
| CD  |                                       |                                        |         |  |
| N.º | Título                                | Compositor(es)                         | Duração |  |
| 1.  | "Abertura"                            | instrumental                           | 1:38    |  |
| 2.  | "Borboletas"                          | Victor                                 | 3:12    |  |
| 3.  | "Estrela Cadente"                     | Victor                                 | 2:58    |  |
| 4.  | "Você Sabia"                          | Victor, Leo                            | 3:03    |  |
| 5.  | "Ao Vivo e em Cores"                  | Victor                                 | 3:26    |  |
| 6.  | "Deus e Eu no Sertão" (feat. Alcione) | Victor                                 | 4:06    |  |
| 7.  | "Muito Natural"                       | Victor                                 | 3:00    |  |
| 8.  | "Sem Trânsito, Sem Avião"             | Victor                                 | 3:30    |  |
| 9.  | "Não Mais"                            | Victor                                 | 3:16    |  |
| 10. | "Anunciação"                          | Alceu Valença, Mamulengo               | 3:24    |  |
| 11. | "Timidez"                             | Victor                                 | 3:09    |  |
| 12. | "Cavalo Enxuto"                       | Lourival dos Santos, Moacyr dos Santos | 3:28    |  |
| 13. | "Lado Errado"                         | Victor                                 | 3:03    |  |
| 14. | "Vida Boa" (feat. Renato Teixeira)    | Victor                                 | 3:36    |  |
| 15. | "Tanta Solidão"                       | Victor, Leo                            | 2:59    |  |
| 16. | "Moça Rebelde"                        | Victor                                 | 3:20    |  |
| 17. | "Nada Normal"                         | Victor                                 | 3:14    |  |
| 18. | "Lem Casa"                            | Victor                                 | 1:54    |  |

| DVD |                                       |         |  |
| N.º | Título                                | Duração |  |
| 1.  | "Abertura"                            |         |  |
| 2.  | "Borboletas"                          |         |  |
| 3.  | "Fotos"                               |         |  |
| 4.  | "Anunciação"                          |         |  |
| 5.  | "Você Sabia"                          |         |  |
| 6.  | "Ao Vivo e em Cores"                  |         |  |
| 7.  | "Muito Natural"                       |         |  |
| 8.  | "Amigo Apaixonado"                    |         |  |
| 9.  | "Sem Trânsito, Sem Avião"             |         |  |
| 10. | "Razão do Meu Astral"                 |         |  |
| 11. | "Estrela Cadente"                     |         |  |
| 12. | "Timidez"                             |         |  |
| 13. | "Lado Errado"                         |         |  |
| 14. | "Deus e Eu No Sertão" (feat. Alcione) |         |  |
| 15. | "Nada Normal"                         |         |  |
| 16. | "Lem Casa"                            |         |  |
| 17. | "Vida Boa" (feat. Renato Teixeira)    |         |  |
| 18. | "Cavalo Enxuto"                       |         |  |
| 19. | "Não Mais"                            |         |  |
| 20. | "Tanta Solidão"                       |         |  |
| 21. | "Moça Rebelde"                        |         |  |
| 22. | "Fada"                                |         |  |
| 23. | "Tem Que Ser Você"                    |         |  |

## Banda
- Luciano Passos – acordeon
- Ivan Corrêa – baixo
- Léo Pires – bateria
- Alexandre de Jesus – percussão
- Marquinhos Abjaud – teclados
- Rogério Delayon – violão